# Gössitz

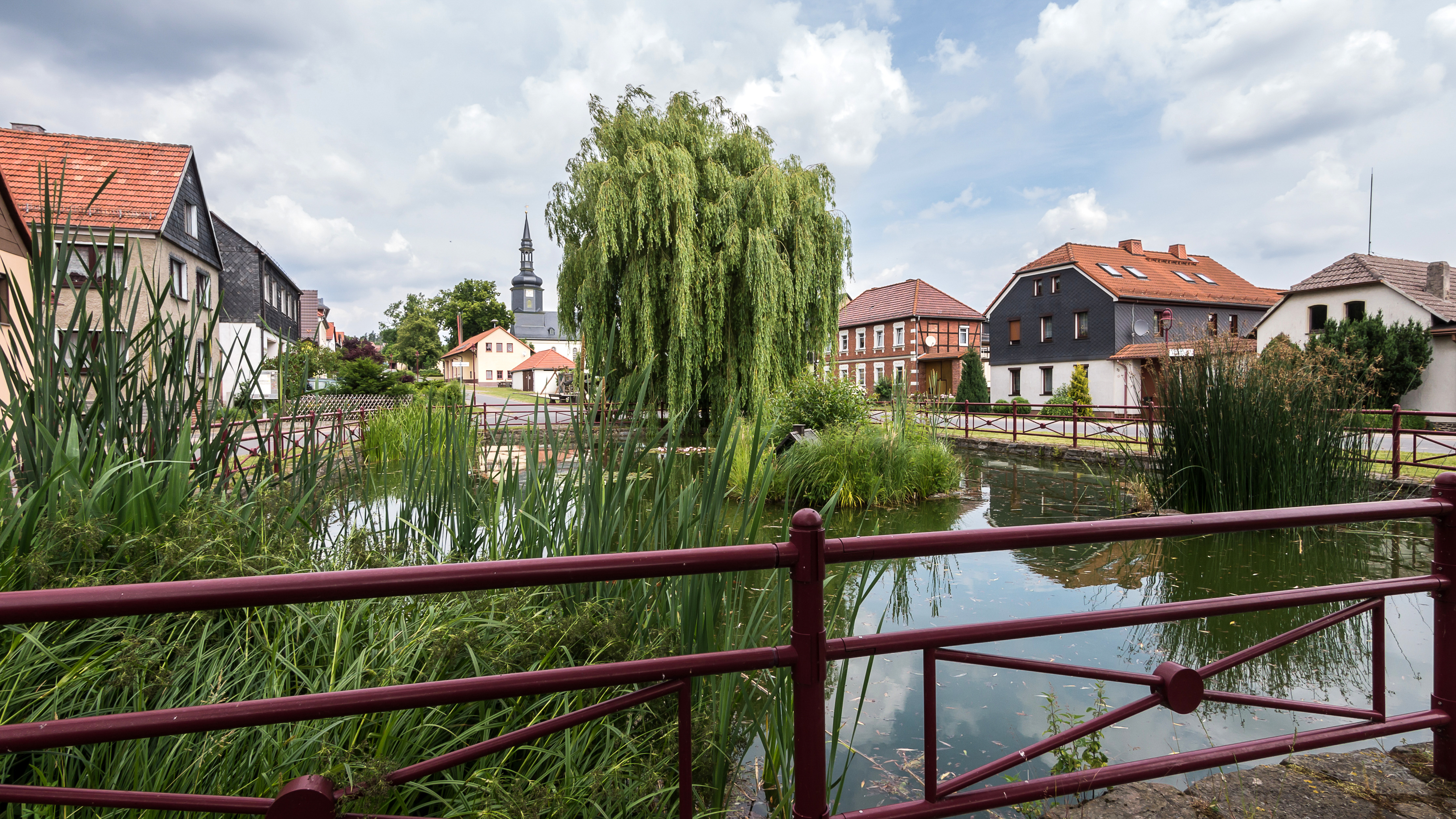
Ortslage

Gössitz ist eine Gemeinde in der Verwaltungsgemeinschaft Ranis-Ziegenrück im thüringischen Saale-Orla-Kreis.

## Lage
Gössitz liegt auf einem höheren Plateau des Südostthüringer Schiefergebirges nordöstlich über dem Wasserspiegel der Hohenwarte Talsperre. Die Gemarkung ist kupiert und von Wald umschlossen. Mit einer Ortsverbindungsstraße ist Anschluss an die Landesstraße 1104 gegeben. Pößneck, Saalfeld und Ziegenrück sind nahe Städte dieser Gegend.

## Geschichte
Gössitz wurde im Jahr 1108 mit dem slawischen Namen „gozd“ oder „goozd“ (Bergwald) erstmals urkundlich erwähnt. Seit 1644 ist es unter dem heutigen Namen bekannt. Im Jahre 1603 erhielt Gössitz das Marktrecht.
Südöstlich von Gössitz auf dem „Burgstädel“ befand sich höchstwahrscheinlich ein befestigter Herrensitz. Gössitz gehörte bis 1815 zum kursächsischen Amt Ziegenrück und kam nach dessen auf dem Wiener Kongress beschlossenen Abtretung an den preußischen Landkreis Ziegenrück, zu dem der Ort bis 1945 gehörte.

### Einwohnerentwicklung
Entwicklung der Einwohnerzahl (ab 1994: Stand jeweils 31. Dezember):
| - 1933: 435 - 1939: 405 - 1994: 441 - 1995: 432 - 1996: 419 - 1997: 403 - 1998: 393 | - 1999: 391 - 2000: 394 - 2001: 393 - 2002: 391 - 2003: 370 - 2004: 358 - 2005: 354 | - 2006: 349 - 2007: 351 - 2008: 345 - 2009: 340 - 2010: 334 - 2011: 322 - 2012: 317 | - 2013: 323 - 2014: 320 - 2015: 317 - 2016: 314 - 2017: 304 - 2018: 301 - 2019: 307 | - 2020: 296 - 2021: 298 - 2022: 296 - 2023: 288 |

Datenquelle ab 1994: Thüringer Landesamt für Statistik

## Wappen
Beschreibung: „In Rot wachsend auf einem grünen Dreiberg drei goldene Getreidehalme mit Ähre. Darüber ein Stechhelm, der mit einer wachsenden, rechts das Schwert und links die Waage haltenden Justitia besetzt ist.“